# Johannesteijsmannia lanceolata
Johannesteijsmannia lanceolata är en enhjärtbladig växtart som beskrevs av John Dransfield. Johannesteijsmannia lanceolata ingår i släktet Johannesteijsmannia och familjen Arecaceae. Inga underarter finns listade i Catalogue of Life.